# Étienne Compayré
Étienne Compayré, né le 23 octobre 1748 à Lisle-sur-Tarn (Tarn) et mort le 22 novembre 1817 dans la même ville, est un homme politique français.

## Biographie
Juge de paix du canton de Lisle-sur-Tarn, il est élu député du Tarn au Conseil des Cinq-Cents le 24 germinal an VI. Favorable au coup d'État du 18 Brumaire, il siège au Corps législatif jusqu'en 1803.

## Sources
- « Étienne Compayré », dans Adolphe Robert et Gaston Cougny, Dictionnaire des parlementaires français, Edgar Bourloton, 1889-1891 [détail de l’édition]